# إدواردو داتو
إدواردو داتو وإرادير (بالإسبانية: Eduardo Dato e Iradier) (12 أغسطس 1856 - 8 مارس 1921) هو سياسي اسباني محافظ خلال فترة عودة البوربون. استلم رئاسة الوزارة الإسبانية ثلاث مرات: من 27 أكتوبر 1913 إلى 9 ديسمبر 1915، ومن 11 يونيو 1917 إلى 3 نوفمبر 1917، ومن 28 أبريل 1920 حتى وفاته. كما أنه أصبح وزيرا إحدى عشرة، ورأس البرلمان الإسباني أربعة مرات في عهد ألفونسو الثالث عشر.

## البداية
ولد ادواردو داتو في لا كورونيا بإسبانيا في 12 أغسطس 1856 وهو الابن الوحيد لكارلوس داتو وغرانادوس وأمه روزا لورنزا إيرادير وآرسي من أصول غاليسية، انتقل مع عائلته إلى مدريد عندما كان صغيرا، ونال على مقعد في معهد سان إيسيدرو الشهير، ثم نال شهادة في القانون من جامعة كمبلوتنسي سنة 1875. فتح مكتب محاماه بعد ذلك بعامين. وقد انتخب عضوا في البرلمان الاسباني سنة 1883، ثم أصبح وكيل وزارة الداخلية في 1892.
سافر داتو خارج إسبانيا، مما منحه ثقافة واسعة ومعرفة بلغات أخرى. سرعان ماكتسب المحامي احتراما لمهاراته الخطابية، ففتحت سمعة مكتبه المهنية في مدريد الأبواب أمام الساسة الكبار، فانضم في سن مبكرة إلى حزب المحافظين بزعامة كانوباس ديل كاستيو. وقد انتخب داتو نائبا في الكورتيس أواخر عهد ألفونسو الثالث عشر.

## رئاسة الحكومة
شغل منصب داتو وزير الداخلية ووزير العدل على مدى السنوات الخمس عشرة القادمة. وفاز في سنة 1907 بمنصب عمدة مدريد. وفي 1910 أصبح عضوا في أكاديمية العلوم الأخلاقية والسياسية. وفي 1913 أصبح رئيس وزراء إسبانيا للمرة الأولى خلفا الكونت رومانونس. أصدر داتو مرسومًا بعد اندلاع الحرب العالمية الأولى أعلن فيها حياد إسبانيا في 30 يوليو 1914. وقد عرف كيف يبقي إسبانيا في موقف الحياد خلال السنوات الحرب على الرغم من الانقسام الذي ترك البلاد بين ما يسمى بـ «أنصار المحور» و«أنصار الحلفاء». وترك المنصب سنة 1915 إلا أنه عاد إليه لفترة قصيرة مابين 11 يونيو و 3 نوفمبر 1917 عندما بدأ الشعور بظهور الركود الأول بعد ازدهار سنوات الحرب. وصادق داتو على وجود المجالس العسكرية التي شكلت على أنها انعكاس للحركات النقابية التي تطورت في مجتمعها آنذاك، واضطر إلى مواجهة الاضطرابات السياسية والنقابية الخطيرة الذي أطلق عليه أزمة 1917 في برشلونة، ففي نفس الوقت الذي أقام فيه البرلمانيون تجمع برئاسة كامبو اندلع في أغسطس 1917 إضراب ثوري عام بدعم من الاتحادات الكبرى (UGT وCNT). ولمواجهة أزمة اجتماعية ومؤسساتية بهذا الحجم لم يتردد داتو من اللجوء إلى الجيش لقمع الإضراب. إلا ان الملك ولتسهيل الخروج من الأزمة أزاحه وعين مانويل غارسيا برييتو على رأس حكومة ذات تركيز وطني دخل فيها كامبو.
وفي حكومة أنطونيو مورا أصبح وزير الشؤون الخارجية رقم 230 من 22 مارس 1918 إلى 9 نوفمبر 1918. ثم وزيرا للدولة وبقي هناك حتى 1920 عندما قاد الحكومة رئيسا لها للمرة الأخيرة.

## الرئاسة الأخيرة ومقتله

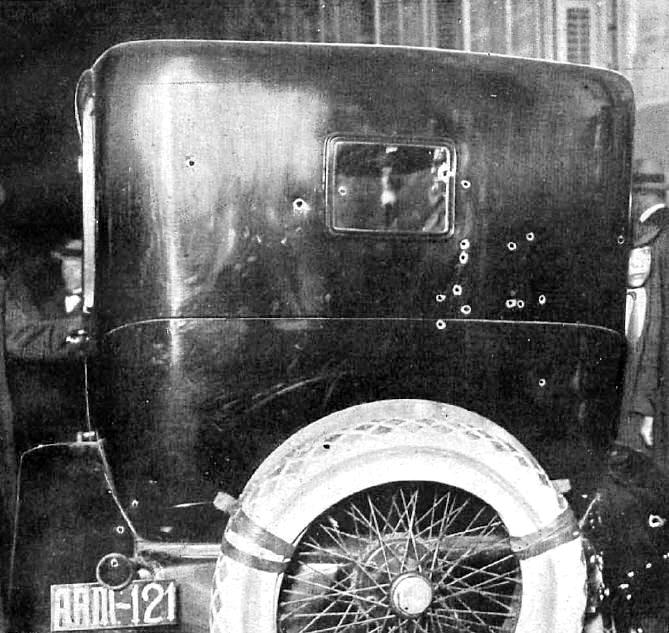
صورة للجزء الخلفي من السيارة التي قتل فيها داتو عند مرورها بساحة الاستقلال. ويمكن رؤية ثقوب الرصاص.

خلال فترة رئاسته تلأخيرة أصبح الوضع في برشلونة لا يطاق بين أصحاب العمل والنقابات المركزية. فدعمه لقمع أي تخريب اجتماعي أو مايسمى قانون التسريب والذي استخدمته الشرطة لتنفيذ قتل بدون محاكمات مما جعله هدفاً للفوضويين.
في 8 مارس 1921 تعرض داتو لأكثر من عشرين طلقة أطلقت بواسطة مسدس ماوزر سي 96 في هجوم نفذه ثلاثة مسلحين اعتبروا فوضويين كتالونيين، بالرغم من أن بعض التقارير أشارت إلى أنهم كانوا مستأجرين: من عربة جانبية في مسيرة في بويرتا دي الكالا بمدريد. لم يكن هذا أول اغتيال لرئيس حكومة إسباني. فقد اغتيل خوسيه كاناليخاس في 1912 وفي 1897 اغتيل أنطونيو كانوباس وقبلهم اغتيل الجنرال خوان بريم سنة 1870.